# 菰野町

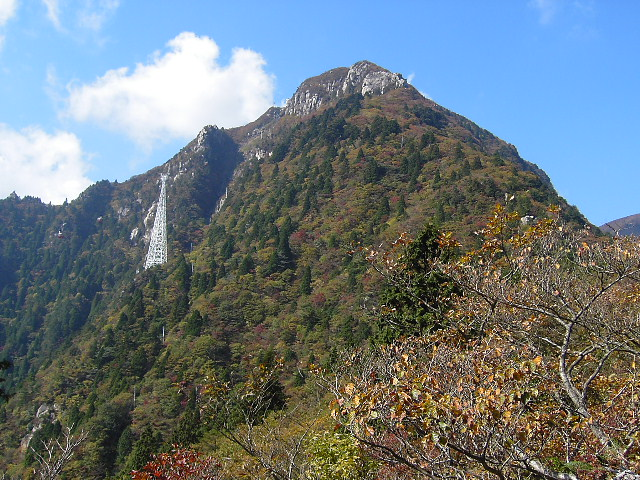
中道登山道から望む御在所岳

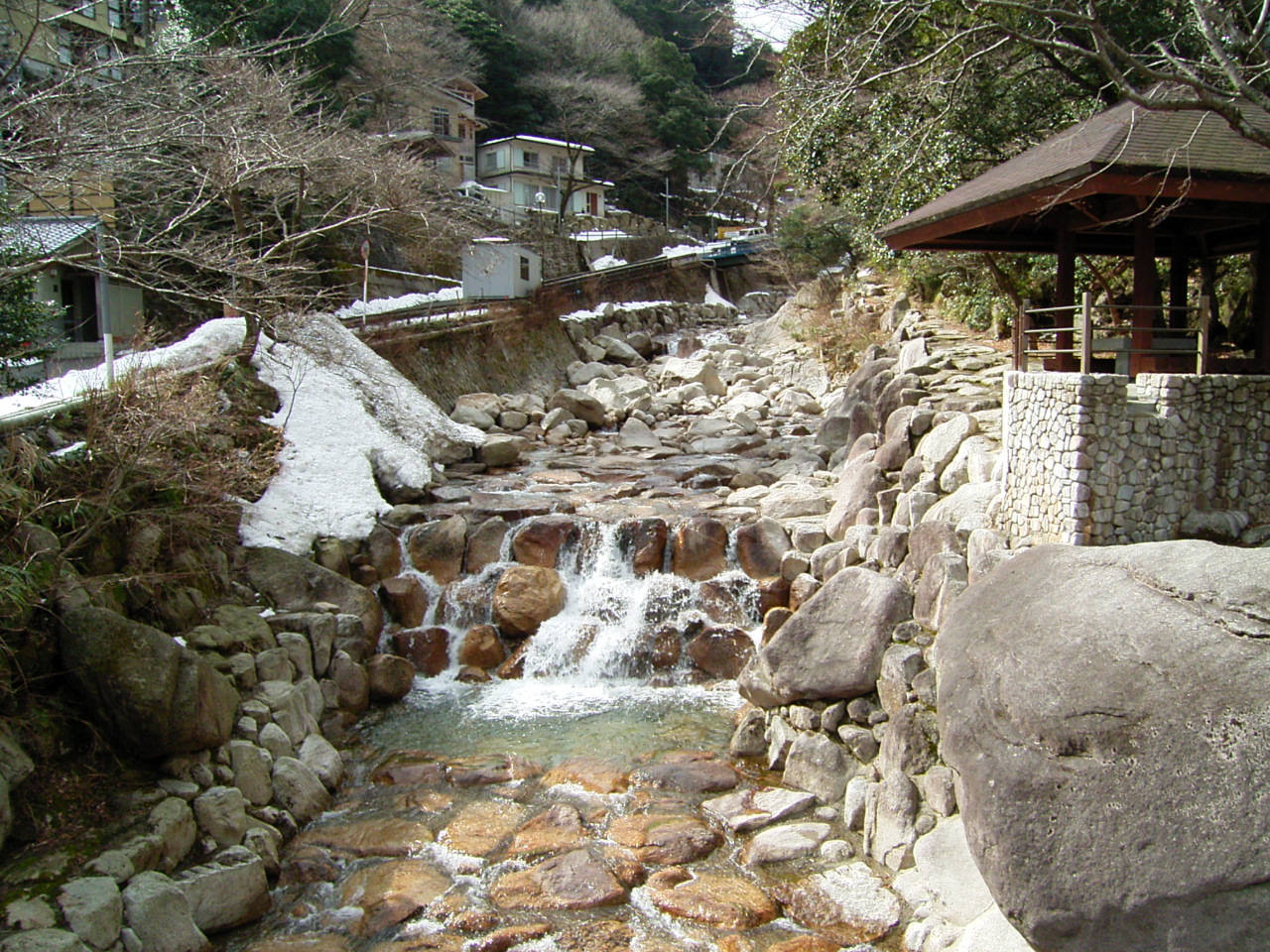
湯の山温泉の大石公園

菰野町（こものちょう）は、三重県の町。三重郡に属す。
鈴鹿山脈の東山麓に位置し、湯の山温泉や御在所岳には多くの観光客や登山者が訪れる。2005年（平成17年）3月2日には田光のシデコブシ及び湿地植物群落が国の天然記念物に指定された。

## 地理

### 自然
- 河川
  - 三滝川
  - 朝明川
- 山岳
  - 御在所岳
  - 鎌ヶ岳
  - 釈迦ヶ岳
  - 福王山 - いなべ市との間に境界未定地あり[1]。
  - 尾高山
  - 傘岳
  - 雲母峰（きららみね）
- 公園
  - 鈴鹿国定公園 - 菰野町西部が指定範囲内にある。

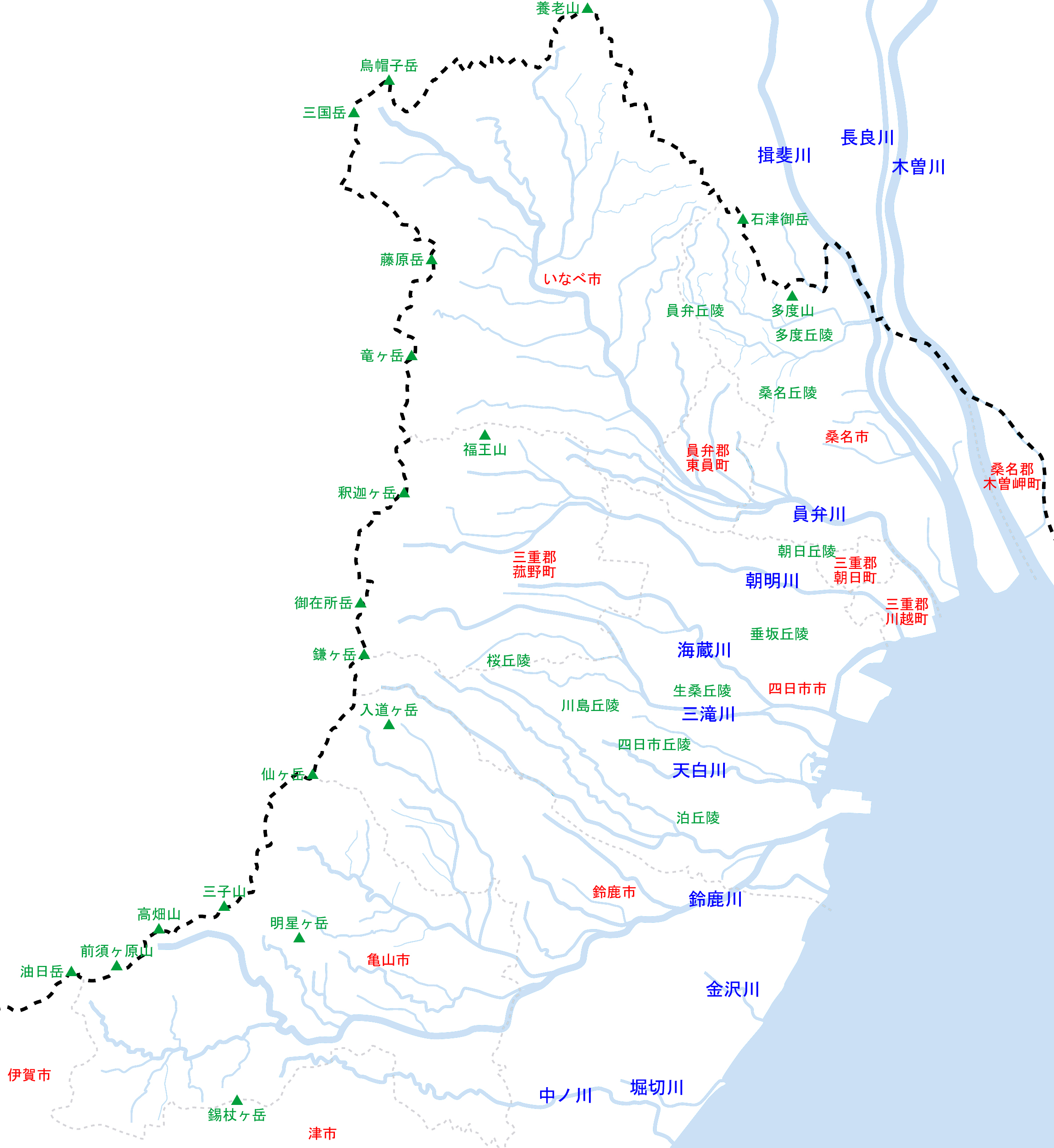
三重県北部を流れる河川の位置関係。濃い破線は県境、薄い破線は市町村境。河川名は木曽川水系以外は水系本川のみ記載。

### 隣接している自治体
- 三重県：四日市市、いなべ市
- 滋賀県：東近江市、甲賀市

### 人口
| |                                        |  |
| 菰野町と全国の年齢別人口分布（2005年） | 菰野町の年齢・男女別人口分布（2005年） |  |
| ■紫色 ― 菰野町 ■緑色 ― 日本全国 | ■青色 ― 男性 ■赤色 ― 女性              |  |
| 菰野町（に相当する地域）の人口の推移 \| 1970年（昭和45年） \| 24,187人 \| \| \| 1975年（昭和50年） \| 27,546人 \| \| \| 1980年（昭和55年） \| 29,373人 \| \| \| 1985年（昭和60年） \| 30,775人 \| \| \| 1990年（平成2年） \| 32,263人 \| \| \| 1995年（平成7年） \| 35,117人 \| \| \| 2000年（平成12年） \| 37,972人 \| \| \| 2005年（平成17年） \| 38,986人 \| \| \| 2010年（平成22年） \| 39,978人 \| \| \| 2015年（平成27年） \| 40,210人 \| \| \| 2020年（令和2年） \| 40,559人 \| \| |                                        |  |
| 総務省統計局 国勢調査より |                                        |  |
| 1970年（昭和45年） | 24,187人                               |  |
| 1975年（昭和50年） | 27,546人                               |  |
| 1980年（昭和55年） | 29,373人                               |  |
| 1985年（昭和60年） | 30,775人                               |  |
| 1990年（平成2年） | 32,263人                               |  |
| 1995年（平成7年） | 35,117人                               |  |
| 2000年（平成12年） | 37,972人                               |  |
| 2005年（平成17年） | 38,986人                               |  |
| 2010年（平成22年） | 39,978人                               |  |
| 2015年（平成27年） | 40,210人                               |  |
| 2020年（令和2年） | 40,559人                               |  |

## 歴史

### 近代以前
- 807年（大同2年）-最澄（伝教大師）により国見岳 (三重県・滋賀県)に天台宗の大寺院三嶽寺が建立。
- 南北朝時代に千種忠顕が南朝方として活躍し、三重郡二十四郷を与えられ禅林寺城を居城とする。忠顕の子千種顕経の時に千種城を築いて拠点を移したと伝えられる。
- 室町時代頃より桑名から京都・近江へ向かう際に横断する鈴鹿山脈の峠は、主なものとして、北から鞍掛峠、治田峠、石榑峠、八風峠、根ノ平峠、安楽峠などがある。中でも菰野町千種から根ノ平峠を越えて、現在の滋賀県東近江市永源寺町甲津畑まで至る「千種越え」と菰野町田光から八風峠を越えて、永源寺町杠葉尾までの八風街道「八風越え」とが多く利用された[2]。「八風越え」は桑名と近江の八日市・近江八幡を結ぶ重要な通商路で、近江の保内商人（近江蒲生郡得珍保内の今堀・蛇溝・中野・今在家などの諸郷の商人で、鈴鹿山脈を越える商人）が商業を独占していた[2]。永禄2～3年（1559～1560年）の「保内商人申状案」によると、保内商人が八風・千種越えで、千種氏から両峠の流通独占権を認められ、その見返りとして役銭を支払っていた記録がある[2]。保内商人は桑名で東海地方の産物である、主に麻の苧、紙、木綿・荒布・伊勢布、土の物、塩、曲物、油草、若布・海苔、鳥類、魚類などを仕入れ、近江や京都で販売した[2]。また近江からは、京都で生産された物資の他、木地師がこしらえた盆・椀・曲物、木炭、麻などの山のものが桑名へ運ばれて、尾張以東の諸国へ送られて販売された
- 1555年（弘治元年）-近江国から佐々木六角氏が侵攻。千種氏は後藤但馬守賢豊の弟を養子に迎えて和睦し、千種三郎左衛門と称した。以後、千種城は六角氏の北伊勢侵攻の拠点となった。
- 1568年（永禄11年）-織田信長の命により、尾張から滝川一益の軍勢が押し寄せ、三嶽寺の他、引接寺(天台宗)、慈眼寺(天台宗)、正眼寺(天台宗)、清安寺などが同時に焼き討ちされて消滅し、多くの貴重な文化財が失われた。禅林寺 (三重県菰野町)(臨済宗妙心寺派)も焼き討ちされたものの復興し、現在に至っている。
- 1600年（慶長5年） - 土方雄氏が菰野城に入り菰野藩（1万2千石）を創設し、城下町として発展。
- 1871年（明治4年） - 廃藩置県により菰野藩が廃藩となり、翌年、三重県に編入。

### 近代以降の沿革
- 1889年（明治22年）4月1日 - 町村制の施行により、菰野村・宿野村・福村・神森村の区域をもって三重郡菰野村が発足。
- 1928年（昭和3年）10月1日 - 菰野村が町制施行して菰野町となる。
- 1956年（昭和31年）9月30日 - 鵜川原村・竹永村と合併し、改めて菰野町が発足。
- 1957年（昭和32年）1月15日 - 朝明村を編入。
- 1959年（昭和34年） - 御在所ロープウェイが開通。
- 1960年（昭和35年）- 日本カモシカセンターが開園。2006年（平成18年）11月30日に閉園。
- 1980年（昭和55年） - 第31回全国育樹祭が開催。
- 1989年（平成元年） - 町営の斎場が完成。
- 1992年（平成4年）- 四日市西警察署が完成。
- 1993年（平成5年） - 道の駅菰野がオープンする。第17回全国育樹祭が開催。
- 1999年（平成11年） - 保健福祉センター「けやき」が完成する。福祉バス（現コミュニティバス）運行が開始。
- 2000年（平成12年） - 葬祭会館が開館する。公共下水道の供用が開始。
- 2002年（平成14年） - 菰野町役場の新庁舎が完成。
- 2003年（平成15年） - パラミタミュージアムがオープン。
- 2004年（平成16年） - コミュニティバスの運行が開始。
- 2005年（平成17年） - 田光のシデコブシ及び湿地植物群落が国の天然記念物に指定。
- 2006年（平成18年） - 第1回かもしかハーフマラソンが開催。
- 2008年（平成20年） - 菰野町図書館が完成。
- 2018年（平成30年） - 湯の山かもしか大橋が開通。

### 町名の由来
この一帯が開拓前、マコモ（真菰・真薦、イネ科の多年草）などが生い茂る原野であったことから「こもの」と命名された。他に「薦野」「古茂野」の表記がある。

## 行政

### 町長
- 町長：諸岡高幸（2023年3月3日就任、1期）

#### 歴代町長
- 初代 鵜崎永蔵 - 1956年就任。1963年退任。任期中に死去。
- 2代目 藤川四郎 - 1963年就任。1979年退任。4期連続無投票当選。菰野町名誉町民。
- 3代目 鵜崎博 - 1979年就任。1987年退任。
- 4代目 服部忠行 - 1987年就任。2007年退任。
- 5代目 石原正敬 - 2007年就任。2019年退任。
- 6代目 柴田孝之 - 2019年就任。2023年退任。
- 7代目 諸岡高幸 - 2023年3月3日就任。

### 町議会
- 菰野町議会（定数18）

※なお、衆議院議員選挙の選挙区は「三重県第3区」、三重県議会議員選挙の選挙区は「三重郡選挙区」（定数：2）となっている。

## 交通

### 鉄道
- 近畿日本鉄道
  - 湯の山線 ： 菰野駅 - 中菰野駅 - 大羽根園駅 - 湯の山温泉駅
    - 湯の山温泉への観光アクセス路線として、かつては名古屋や大阪から直通の特急列車が走っていたが、2004年に利用者の減少によって通常の運行は廃止され、同年以降は普通列車のみが近鉄四日市駅から走っている。特急については2008年以降、夏期に臨時列車として運行している。
    - 2018年7月14日（土）から観光列車「つどい」が土日祝を中心に、近鉄名古屋駅から湯の山温泉駅まで運行している。

### バス

#### 高速バス
- 名古屋湯の山温泉高速線： 名古屋（名鉄バスセンター） - 菰野東・湯の山温泉 （三重交通）
- 名古屋桜台高速線： 名古屋（名鉄バスセンター） - 菰野東・桜台 （三重交通）

#### 一般路線バス
- 三重交通（四日市営業所）

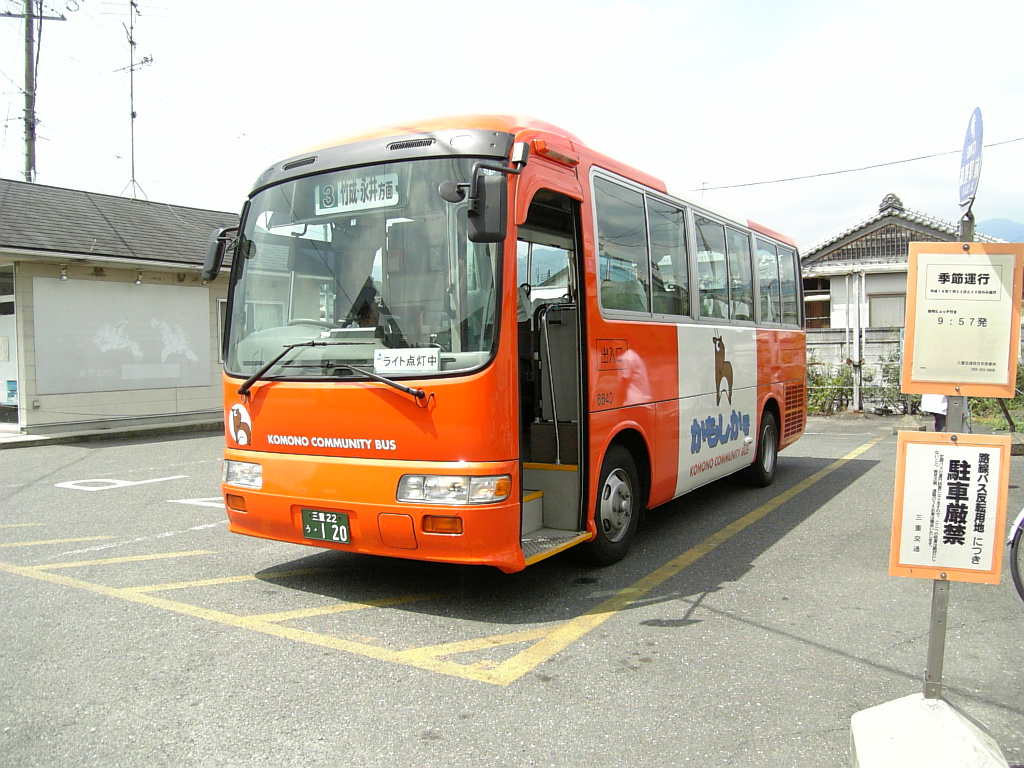
コミュニティバス・かもしか号

  - 71系統 四日市福王山線（JR四日市 - 近鉄四日市 - 福王山）
  - 76系統 三交湯の山温泉（アクアイグニス - 近鉄湯の山温泉 - 三交湯の山温泉）
- 菰野町コミュニティバス（かもしか号）

主に菰野町北部、西部を中心に運行。

### 索道
- 御在所ロープウェイ ： 湯の山温泉駅 - 山上公園駅 
  - 観光リフト ： ロープウェイ駅 - カモシカ駅 - 頂上駅

### 道路
- 高速自動車国道
  - 新名神高速道路
    - 菰野IC
- 一般国道
  - 国道306号
  - 国道477号（鈴鹿スカイライン） - 町内を東西に走る主要道路。
- 三重県道
  - 主要地方道
    - 三重県道3号桑名大安線
    - 三重県道14号菰野東員線

  - 一般県道
    - 三重県道140号四日市菰野大安線（通称ミルクロード） - 町内を南北に走る主要道路。
    - 三重県道559号菰野停車場線
    - 三重県道577号湯の山温泉線
    - 三重県道616号田光四日市線
    - 三重県道617号田光梅戸井停車場線
    - 三重県道621号永井保々停車場線
    - 三重県道624号千草赤水線
    - 三重県道626号千草永井線
    - 三重県道752号茶屋町湯の山停車場線
    - 三重県道762号朝明渓谷線
- その他
  - 東海自然歩道

## 地域
- 菰野地区 - 町の南部に位置し湯の山街道や近鉄湯の山線が通っていることもあり、菰野町の中心部として発展した。湯の山温泉や御在所岳などの自然もありながら、山を下ると湯の山街道沿いを中心に街が発展し、商業施設などが多数立ち並ぶ。人口が菰野町で一番多い地区である。新庁舎になるまで役場は菰野地区にあった。
- 千種地区 - 菰野地区と朝上地区の間に位置する。県民の森や朝明キャンプ場などがあり自然豊かな田園地帯だったが、新庁舎の移転により、地区内の潤田地区は市街地に指定され整備途中である。地区の真ん中を南北に国道306号が通る。
- 朝上地区 - 千種地区の北に位置し、いなべ市と隣接する。八風キャンプ場などがあり自然豊かな田園地帯である。国道306号とミルクロードが通る。
- 鵜川原地区 - 菰野地区と千種地区の東に位置し、四日市市と隣接する。地区の真中を南北にミルクロードが通る。田園地帯であるが工業団地もある。
- 竹永地区 - 鵜川原地区の北、朝上地区の東に位置する。ミルクロードが完成して以降、商業施設が数多く建設されている。

### 新興住宅街
- 竹永地区 - 近年新興住宅街も整備されたので、人口の流入が多い。
- 朝上地区 - 自然豊かな田園地帯だが、新興住宅も数多く建設され、人口の伸びが大きい。

### 学校

#### 高等学校
- 三重県立菰野高等学校 - 菰野町唯一の高等学校。

#### 中学校
- 菰野町立菰野中学校
- 菰野町立八風中学校

#### 小学校
- 菰野町立菰野小学校
- 菰野町立千種小学校
- 菰野町立鵜川原小学校
- 菰野町立朝上小学校
- 菰野町立竹永小学校

### 郵便局
（2012年12月時点）
- 日本郵便株式会社
  - 菰野郵便局（菰野）
  - 湯ノ山郵便局（菰野）
  - 千種（ちくさ）郵便局（千種）
  - 朝明（あさけ）郵便局（田光＝たびか）
  - 竹永郵便局（永井）
  - 鵜川原（うがはら）郵便局（下村）
  - 菰野大羽根園簡易郵便局（大羽根園柴垣町）
- ゆうちょ銀行
  - 名古屋支店　イオンタウン菰野内出張所（宿野）（ATMのみ／ホリデーサービス実施）

その他簡易郵便局を除く各郵便局にATMが設置されており、菰野郵便局ではホリデーサービスも実施。
※菰野町内の郵便番号は「510-12xx」「510-13xx」で、集配業務はいずれも四日市西郵便局（四日市市智積町）が担当している。

### 市外局番
- 町内全域で059（四日市MA。四日市市ならびに鈴鹿市、同じ三重郡に属する川越町や朝日町と同じ）が用いられる。
  - ただし同じ059でも、津市とはMAが違うため[5]、津市の一般加入電話にかける場合は市外局番をダイヤルする必要がある。

## メディア
四日市市に本社のあるエフエムよっかいち（PORT WAVE）は2014年に菰野町に中継局を開局。菰野町は防災ラジオを町民に配布し、PORT WAVEを通じて防災放送が行えるようになっている。配布した防災ラジオは他のAM・FM局も聴取できるが、緊急時にはPORT WAVEの放送に自動的に切り替わる仕組みである。
また、いなべ市のいなべエフエム（FMいなべ）は町域の一部地域が放送エリアに含まれている。
四日市市に本社を置くCTYがケーブルテレビを放送している。

## 名所・旧跡・観光スポット・祭事・催事

### 名所・旧跡
- 三嶽寺 - 天台宗竹成五百羅漢
- 廣幡神社 - 石清水八幡宮を勧請
- 見性寺 - 臨済宗妙心寺派
- 福王神社
- 尾高観音

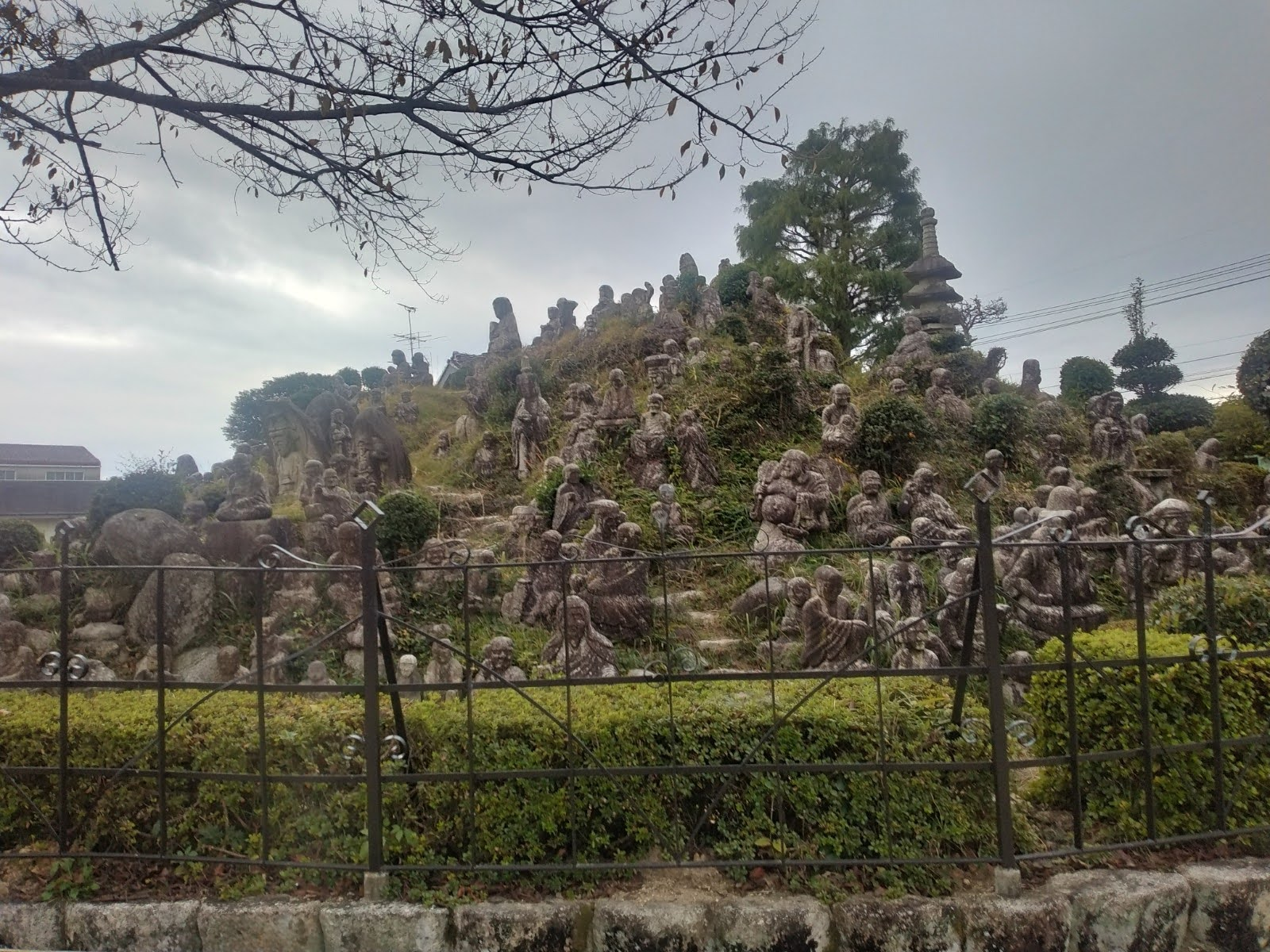
竹成五百羅漢

- 菰野城跡 - 菰野藩土方氏の居城。現在は菰野小学校の隣にある。
- 千種城跡 - 後醍醐天皇の側近であった千種氏の居城(三重県指定史跡)
- 竹成五百羅漢(三重県指定史跡)
- 楠根ため - ため池百選
- 蟹池-日本の名水百選

### 観光地
- 湯の山温泉 - 温泉街。映画『男はつらいよ フーテンの寅』ではロケ地になった。
- 蒼滝
- 御在所岳 - 鈴鹿山脈の山。紅葉の名所。
- 御在所ロープウェイ - 御在所岳にかかるロープウェイ。
- 御在所スキー場 - 三重県唯一のスキー場。地元の小学生達は毎年シーズンになるとスキー教室に訪れる。[独自研究?]
- 朝明渓谷
- 尾高高原
- パラミタミュージアム - 2003年3月に開館した美術館。
- 三重県民の森 - 1980年（昭和55年）の第31回全国植樹祭には昭和天皇・香淳皇后が訪問。1993年（平成5年）の第17回全国育樹祭には皇太子徳仁親王・同妃雅子が訪問。

### 祭事・催事
- 僧兵祭り - 10月上旬。町内最大級の祭り。炎が舞う姿は圧巻。
- 地蔵盆 - 毎年8月24日（例年8月最終週の土曜日に開催）に東町通りを中心として催され、夜店が数多く立ち並ぶ。
- 菰野萬古焼窯出市 - 毎年11月。四日市市と並ぶ萬古焼の産地として即売会を行う[6]。

### 菰野町を舞台とした作品
- 遠い接近 - 松本清張の小説。太平洋戦争直後の湯の山温泉の描写に加え、御在所岳が重要な舞台となっている。
- イージーオール - 小説。

## 出身者

### 政治家
- 石原正敬 - 菰野町長。衆議院議員。
- 服部忠行 - 菰野町長。
- 柴田孝之 - 前菰野町長。弁護士。東京リーガルマインド専任講師。

### 経済人
- 近藤淳也 - 株式会社はてな代表取締役。
- 永井啓弍 - トヨタカローラ三重社長、馬主。
- 藤島範平 - 横浜船渠社長、帝国海事協会理事長、工学博士。旧姓は山内。作家藤島泰輔の祖父で、ジャニーズ事務所代表取締役社長藤島ジュリー景子の曽祖父。
- 松岡直右衛門 - 品種改良家・農業功労者。

### 芸能人・文化人
- 足立梨花 - タレント。
- 岡田千鶴子 - 美術家。四日市岡田家。
- 小林純生 - 作曲家。言語学者。

### スポーツ選手
- 浅井康太 - 競輪選手。
- 浅野拓磨 - サッカー選手。
- 浅野雄也 - サッカー選手。浅野拓磨の弟。
- 内田智也 - サッカー選手。
- 藤牧祥吾 - サッカー選手。
- 西勇輝 - プロ野球選手。
- 辻東倫 - プロ野球選手。

### アナウンサー
- 重盛啓之 - CBCテレビアナウンサー。

## ゆるキャラ
町が特産化を目指す植物「マコモ」のPR役として完成。「マコモはかせ」という愛称だったが、ゲーム「ポケットモンスターブラック・ホワイト」に登場するキャラクターと同じ呼称だったため、制作した菰野町商工会は愛称の使用を取りやめた。学生帽姿が「マコモはかせ」で、野球帽姿は「マコモン」、コック帽姿は「マコック」である。
2014年3月にはニホンカモシカをモチーフとしたゆるキャラ「こもしか」が完成した。